# 傷心マキアート
「傷心マキアート」（しょうしんマキアート）は、日本のヴィジュアル系ロックバンド、jealkbのメジャー8thシングル。2010年10月13日発売。発売元はjkb records/R and C Ltd.。

## 概要
1980年代のアイドルポップを彷彿させるダンスミュージックである。

## 収録曲
1. 傷心マキアート（しょうしんマキアート）
  - 作詞:haderu / 作曲:サイトウヨシヒロ

TBS系テレビ全国ネット 2010年10月～12月度の「クイズ☆タレント名鑑」エンディング・テーマ。
2. 閉塞（へいそく）
  - 作詞:haderu / 作曲:elsa / 編曲:Shogo Ohnishi
3. 傷心マキアート(JKB5 ver.)（しょうしんマキアート・ジェイケービーファイブ バージョン）

ライブではメンバー全員が楽器を演奏せずに、音源だけを流してニセマイクを使い口パクで踊りながらアイドルのようにパフォーマンスをする。